# Quixadá FC
Quixadá FC is een Braziliaanse voetbalclub uit Quixadá, in de staat Ceará. 

## Geschiedenis
De club werd opgericht in 1965 en speelde in 1969 voor het eerst in de hoogste klasse van het Campeonato Cearense. Met uitzondering van seizoen 1981, toen de club wegens financiële problemen moest afzeggen speelde de club tot 2000 in de hoogste klasse. De beste noteringen waren in 1997 en 1998 toen ze vierde werden. In 1997 nam de club deel aan de Série C en werd daar groepswinnaar. In de tweede fase verloor de club dan van Sampaio Corrêa. 
Na de degradatie speelden ze twee jaar in de tweede klasse en promoveerden dan terug. Een nieuwe degradatie volgde in 2011 en na twee seizoenen slaagde de club er weer in om terug te keren bij de elite. In 2016 volgde echter een nieuwe degradatie, de club trok zich hierna ook terug uit de competitie en ging niet meer in de tweede divisie van start.